# Grünes Gewölbe

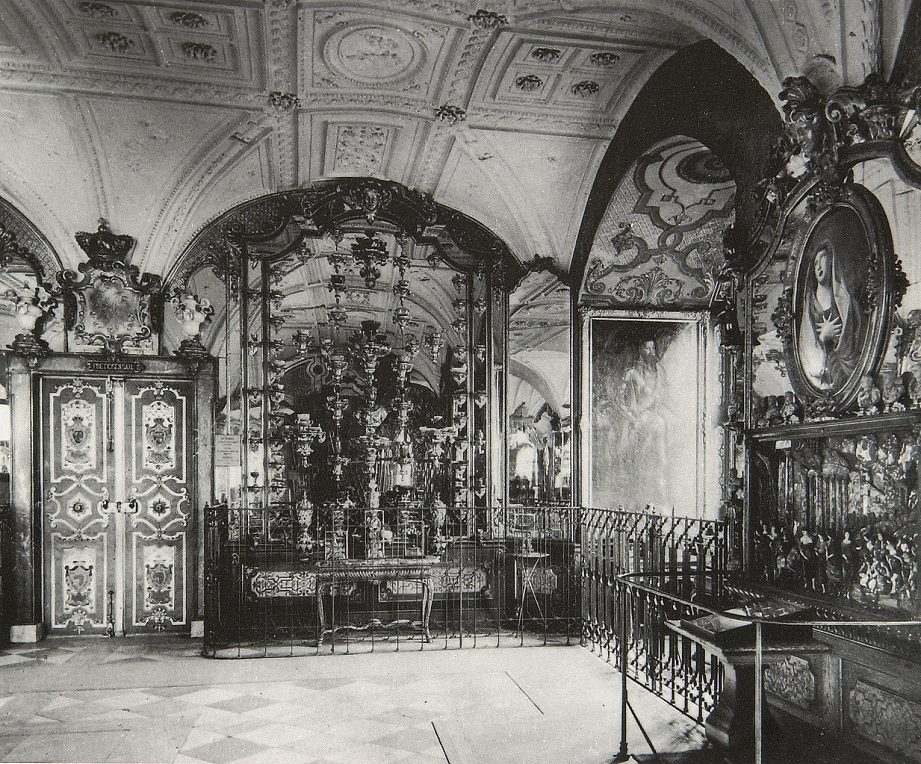
La Pretiosensaal nel 1904

La Grünes Gewölbe (Volte verdi) di Dresda, in Germania, è un museo che, prima del furto avvenuto nel novembre 2019, conteneva la più grande collezione di gioielli in Europa. La sala si trova nel Castello di Dresda.

## Storia
Il museo venne fondato da August der Starke (Augusto II il Forte) nel 1723 per contenere i gioielli della corona sassone che spaziano dal barocco al neoclassicismo. Il nome è dovuto al fatto che la stanza è dipinta di verde. Il museo è stato riaperto dopo un lungo restauro il 1º settembre 2006 e si compone di nove sale, ciascuna delle quali ha un tema specifico a cui sono legati i gioielli esposti.
Tra i pezzi di maggior rilievo si ricordano i gioielli delle corone di Sassonia e Polonia che furono rette entrambe dagli elettori sassoni per diverso tempo oltre ad alcuni oggetti spuri provenienti da altre collezioni come ad esempio la coppa della regina Jadwiga di Polonia, risalente al XIV secolo ed appropriata illegalmente dal tesoro della corona polacca da Federico Augusto I, elettore di Sassonia.
Durante la Seconda guerra mondiale, tre delle nove sale del museo vennero danneggiate dai bombardamenti ma per fortuna il tesoro era stato messo in salvo altrove. Le armate sovietiche, che nel 1945 sconfissero le truppe tedesche in questa parte della Germania, sequestrarono i tesori come bottino di guerra, restituendoli nel 1958 alla Repubblica Democratica Tedesca.
Il 25 novembre 2019 il museo ha subito un furto di gioielli per una cifra stimata intorno al miliardo di euro.

## Composizione

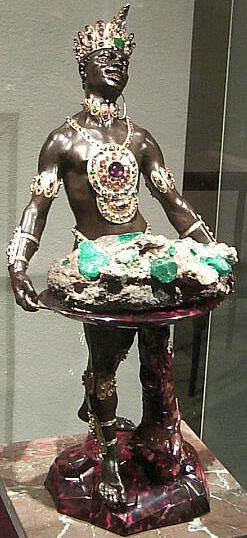
Moro con piatto di smeraldi

L'intera collezione di gioielli comprende più di 4000 pezzi, di cui 1000 sono nella Neues Grünes Gewölbe e 3000 circa nell'originale e storica Grünes Gewölbe. A causa dello spazio, grande ma comunque limitato per tutta la collezione, ne viene mostrata solo una parte. Gran parte dei gioielli vennero realizzati dall'orafo Johann Melchior Dinglinger.
- Una delle statue più importanti della collezione è il Mohr mit Smaragdstufe (Moro con piatto di smeraldi), creato da Balthasar Permoser nel 1724. La statua è alta 64 centimetri e si presenta riccamente decorata con pietre preziose e gioielli.
- Der Hofstaat zu Delhi am Geburtstag des Großmoguls Aurangzeb (Il palazzo di Delhi durante il compleanno del Mogul Aurangzeb) rappresenta l'immaginario europeo circa i palazzi dell'India. Essa è una miniatura con circa 150 figure tra persone ed animali. Venne creata nel 1701-1708 ed il suo costo fu a quello di un palazzo dell'epoca.
- Il Diamante verde di Dresda è un brillante verde di 41 carati, il cui colore verde è unico dal momento che deriva da una sua radiazione naturale. Altro diamante è il Sächsische Weiße (Sassone bianco), di 48 carati. Unico è anche uno zaffiro di 648 carati, regalo dello zar Pietro I il Grande di Russia.
- Il Servizio d'oro da caffè, che rappresenta una prodotto composto di tazze da caffè, una zuccheriera ed un'elaborata caffettiera, il tutto in oro smaltato. Augusto di Sassonia portò con sé questo servizio a Varsavia nel Natale del 1701 per abbagliare i nobili polacco-lituani e convincerli ad eleggerlo quale loro regnante.
- Il Dianabad (Il "Bagno di Diana"), è una coppa in calcedonio e conchiglia che rappresenta Diana al bagno.
- L'Obeliscus Augustalis, realizzato nel 1722.

## Sale

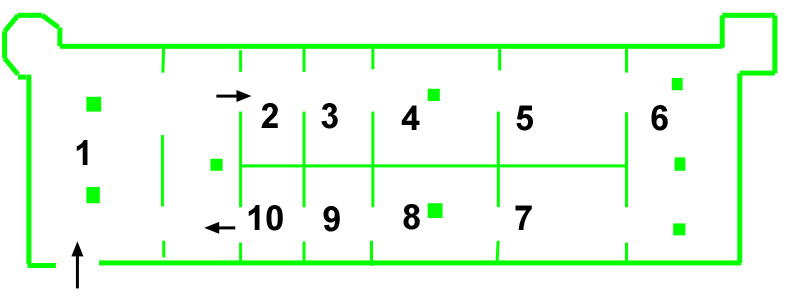
Struttura delle 'Grünes Gewölbe'

Lo storicö Grünes Gewölbe consiste di 9 sale ed una singola entrata per ognuna di esse:
1. La Vorgewölbe con lo studio di Martin Lutero
2. La Bernsteinkabinett con lavori e prodotti artistici in ambra.
3. La Elfenbeinzimmer con molte statue in avorio.
4. La Weißsilberzimmer, con prodotti di gioielleria in argento
5. La Silbervergoldetes Zimmer, con prodotti di gioielleria in oro e argento
6. La Pretiosensaal, caratterizzata dalla presenza di specchi a mercurio.
7. La Wappenzimmer, con la collezione di stemmi reali realizzati in materiali preziosi
8. La Juwelenzimmer, con la collezione di gioielli
9. La Bronzezimmer, con sculture in bronzo e gioielli
10. La Raum der Renaissancebronzen, con sculture di epoca rinascimentale